# Phellinus weirii
Phellinus weirii är en svampart som först beskrevs av William Alphonso Murrill, och fick sitt nu gällande namn av Robert Lee Gilbertson 1974. Phellinus weirii ingår i släktet Phellinus och familjen Hymenochaetaceae.   Inga underarter finns listade i Catalogue of Life.

## Källor

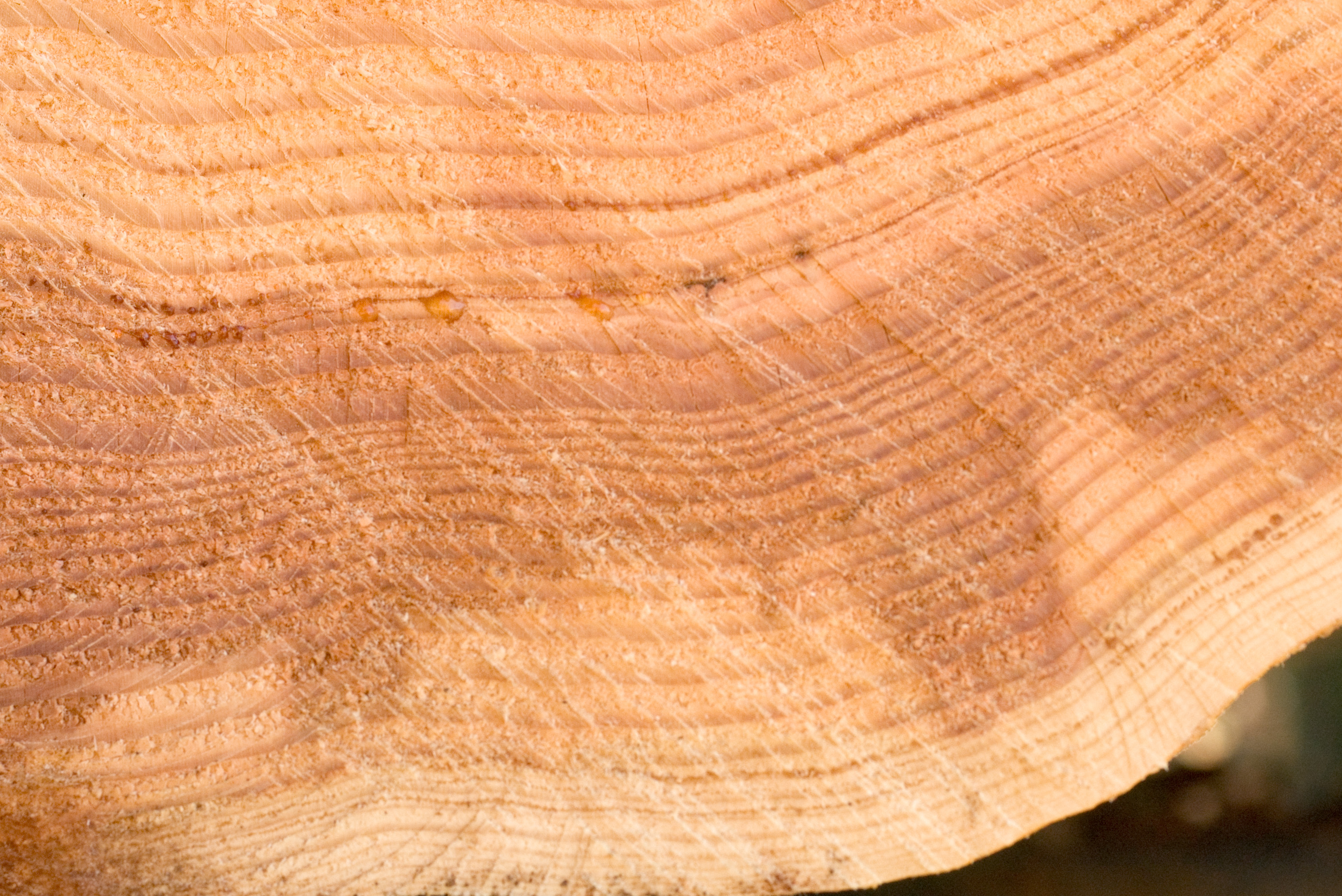
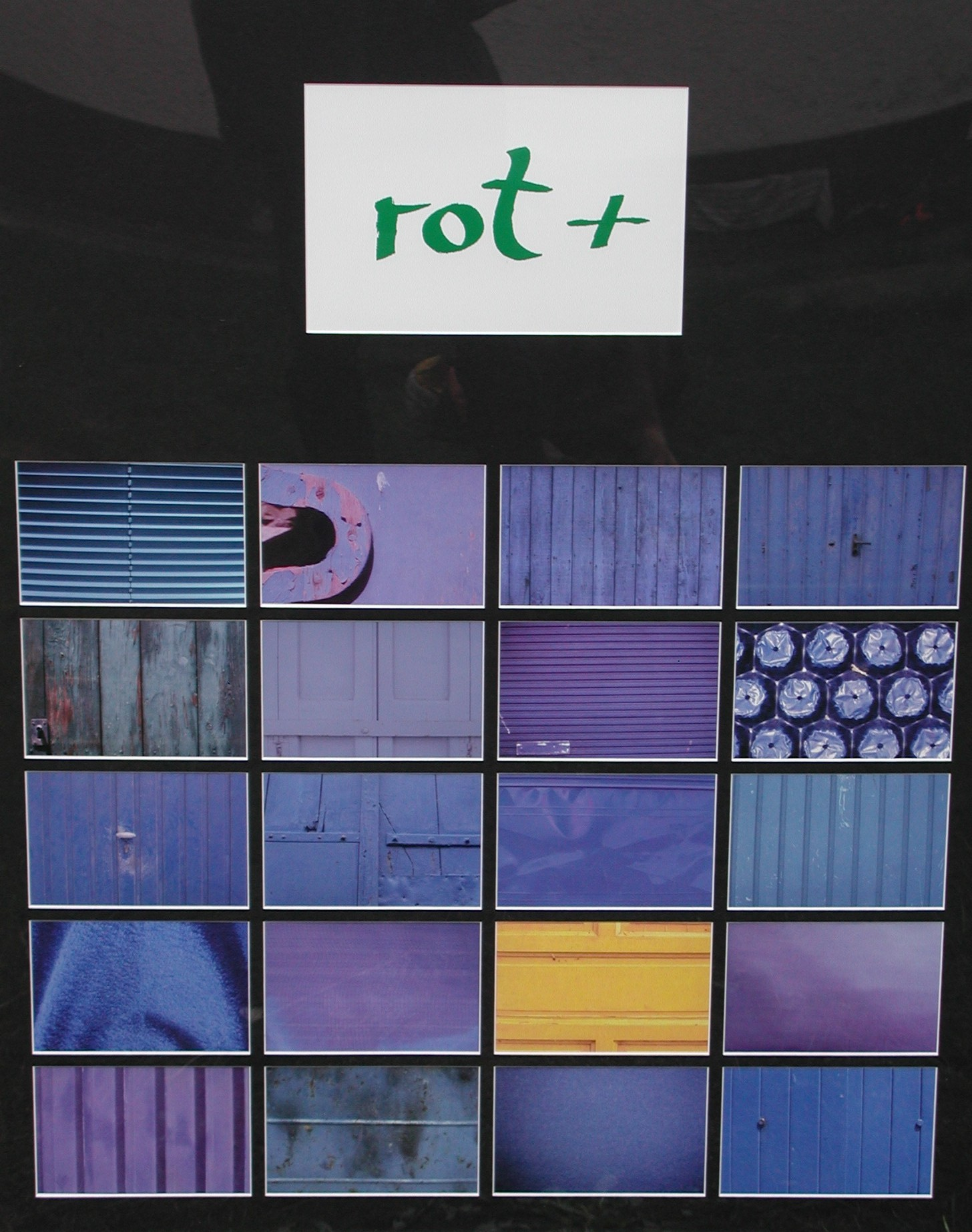